# Lundergaards Mose
|  | Denne artikel er oprettet af botten Steenthbot ud fra en ekstern database. Den kan derfor have sproglige fejl eller mangler. Denne skabelon kan fjernes efter kontrol af indholdet. |

Lundergaards Mose er en dansk dokumentarisk optagelse fra 1952.

## Handling
Høstarbejde med både heste og mejetærskere (i s/h og farve). Optagelser fra arbejdet med etableringen af landbrugsjord efter at tørvesmuldet er gravet af i Lundergaards Mose.